# 라젠드라 프라사드
라젠드라 프라사드(Rajendra Prasad, राजेन्द्र प्रसाद, 1884년 12월 3일~1963년 2월 28일)는 인도의 독립운동가, 정치인으로, 초대 인도 대통령(1950~1962)을 지냈다. 법조인, 경제학자, 변호사, 저술가, 법학자 등 여러 분야에서 활동하였다.

## 생애
모교인 캘커타 대학교에서 경제학 교수를 지냈고, 1934년부터 이듬해 1935년까지 인도 국민회의파 의장을 역임하였으며 의장 퇴임 이후로도 마하트마 간디 인도 국민회의파를 적극 지지하는 경제학자이자 변호사로 일생을 지냈다.
1947년 8월 15일 인도가 영국에서 독립하며 인도 자치령(인도 자치공화국)이 성립되고 자와할랄 네루 총리 재임시기 네루 총리의 경제법률자문관 직위를 겸직하였다. 1948년 1월 30일 마하트마 간디가 암살된 이후, 인도 국장 집행위원회 간부를 지냈고, 1948년 2월 15일을 기하여 인도 국민회의 탈당 선언하였다. 1년 후 1949년 8월에 캘커타 대학교 경제학과 명예교수로 정년 퇴임하였다.
이듬해인 1950년 1월 26일부터 1962년 5월 14일까지 12년간을 초대 인도 대통령으로 재임하였다. 재임하는 동안 1951년 1월 1일부터 이듬해 1952년 1월 26일까지 자와할랄 네루 당시 초대 인도 공화국 총리가 1년간 인도 국정 실권을 전담하였고 1952년 1월 26일부터 1957년 1월 1일까지 사르베팔리 라다크리슈난 초대 부통령이 5년간 인도 국정 실권을 전담하였다. 1958년 1월 1일 인도 국민회의파에 복당하였다. 대통령 퇴임 이틀 전인 1962년 5월 12일부터 14일까지 사르베팔리 라다크리슈난 초대 부통령이 인도 국정 실권 위임을 받아 전담하였다.
1962년 5월 14일 대통령에서 퇴임하였고, 부통령 사르베팔리 라다크리슈난이 후임 대통령에 취임하였다.
그는 1963년 2월 28일, 인도 비하르주 파트나에서 80세를 일기로 숨졌다.

## 학력
- 인도 캘커타 대학교 법학과 학사
- 캘커타 대학교 대학원 경제학과 경제학 석사
- 캘커타 대학교 대학원 경제학과 경제학 박사

## 역대 선거 결과
| 선거명      | 직책명        | 대수 | 정당   | 득표율 | 득표수    | 결과 | 당락 |
| ----------- | ------------- | ---- | ------ | ------ | --------- | ---- | ---- |
| 1952년 선거 | 인도의 대통령 | 1대  | 무소속 | 83.81% | 507,400표 | 1위  |      |
| 1957년 선거 | 인도의 대통령 | 1대  | 무소속 | 99.2%  | 459,698표 | 1위  |      |

## 같이 보기
- 자와할랄 네루
- 사르베팔리 라다크리슈난